# Eleazar Gómez
José Eleazar Gómez Sánchez ou apenas Eleazar Gómez (Cidade do México, em 29 de maio, 1986) é um ator, cantor, dublador e modelo mexicano, conhecido por ter protagonizado a telenovela mexicana Miss XV e por ter integrado o grupo musical Eme 15. Após o término do grupo, em 2014, Eleazar começou as gravações da sua próxima telenovela, Amores Verdaderos. Antes de Miss XV, Eleazar trabalhou em outras produções televisivas que ganharam popularidade no Brasil, como Luz Clarita, Rebelde e As tontas não vão ao céu.
Eleazar Gómez é irmão da também atriz Zoraida Gómez (que participou junto dele da telenovela Rebelde) do ator Jairo Gómez e de Alizair Gomez. Os 4 fizeram parte de um grupo musical infantil chamado Los Rollers Gómez, em 1998.

## Carreira

### 1995 — 2000: Inicio de Carreira e Cuento de Navidade
Começou sua carreira artística em comerciais de TV com apenas 03 anos de idade, estudou atuação no CEA (Centro de Educação Artistica da Televisa) e sua primeira aparição na televisão foi na no programa Al Derecho y Al Derbez (1995) fazendo uma pequena participação aos 09 anos de idade. Logo após, assina contrato com a Televisa e faz a sua primeira participação na telenovela Retrato de Familia (1995). Em seguida no ano de 1996, entra para o elenco de apoio da telenovela Luz Clarita, onde seu personagem se chamava Martín El Chanclas. Ainda em 1996, participou da telenovela Azul e seu personagem se chamava Lupito.
No ano de 1997, trabalha pela primeira vez, fazendo uma pequena participação, na telenovela Mi Pequeña Traviesa produzida por Pedro Damían. Ainda em 1997, participa da série de TV Mujer, Casos de la Vida Real. Já no ano de 1999, entra como coadjuvante na telenovela infantil Cuento de Navidade que ficou no ar até meados dos anos 2000 e interpretou o personagem Pancho López.

### 2002 — 2005: Clase 406 e Rebelde
No ano de 2002, Eleazar Gómez entra para a telenovela juvenil Clase 406 com um personagem pequeno, participou apenas de alguns capítulos da trama de Pedro Damián, interpretando o personagem Bryan Ríos. Ainda no ano de 2002, trabalha pela primeira vez ao lado do seu irmão, também ator, Jairo Gómez, os dois participaram da telenovela Así Son Ellas. Já no ano de 2004, entra como coadjuvante no elenco da telenovela Inocente de Ti, interpretando o personagem Víctor González e no ano seguinte, 2005, ganha o seu maior trabalho de destaque daquela época, ao entrar no elenco de Rebelde, na segunda temporada, fez par romântico com Maite Perroni, uma das seis protagonistas da telenovela juvenil e também atuou ao lado da irmã Zoraida Gómez, assim, trabalha pela terceira vez com Pedro Damián.

### 2006 — 2010: Lola, Érase Una Vez e Atrévete a Soñar
No ano de 2006, Eleazar continua fazendo suas participações nas telenovelas, dessa vez participa da telenovela de Pedro Damían, Lola, Érase Una Vez e seu personagem se chamava Adrián. Em 2008, ele participa da Série de TV La Rosa de Guadalupe e em seguida, entra no elenco fixo de As Tontas Não Vão Ao Céu e trabalha ao lado de nomes como Jacqueline Bracamontes, Jaime Camil y Valentino Lanús, seu personagem se chamava Charlie Morales, um garoto de família humilde, ainda ganhou o premio TVyNovelas na categoria "Mejor Actor Juvenil" por sua participação na mesma novela.
No ano de 2009, participa do programa de TV Piel de estrellas e faz seu primeiro papel protagonista na telenovela produzida por Luis de Llano Macedo chamada de Atrévete a Sonãr interpretando Mateo Novoa, fez par romântico com Danna Paola.

### 2011 — 2012:Cuando Me Enamoro e Miss XV
Em 2011, entra como coadjuvante na telenovela Cuando me Enamoro trabalhando ao lado de atores consagrados como Silvia Navarro e Juan Soler.
Já no ano de 2012, é convidado por Pedro Damían para antagonizar a telenovela juvenil Miss XV e formar parte do grupo musical Eme 15 onde a banda foi lançada antes da novela ir ao ar em 2011, eles começaram a fazer showcases pelo México e apresentar a banda pouco a pouco no mundo das celebridades mexicanas. A banda se apresentou pela primeira vez no Kids Choice Awards México em 3 de setembro de 2011, cantando a musica "Wonderland". Dias antes de lançar a novela, foi ao ar no youtube o videoclipe oficial da música. Eme 15 entrou para listas de grupos famosos de sucesso entre 2011 e 2012 como One Direction ,The Wanted, Little Mix, Fifth Harmony e etc. Famosos nas redes sociais toda semana o grupo tinha uma hashtag entre os temas mais falados no Twitter. A banda foi um sucesso fora e dentro das redes sociais, foi um sucesso de critica e comentários em seus videoclipes. O grupo era bastante comparado com o Tumbiriche que era o antigo grupo da novela Quinceañera primeira versão de Miss XV, também era comparado com o grupo RBD, muitos críticos do POP mundial diziam ' ''Eme 15 é uma mistura de Timbiriche com RBD e um toque especial que só essa nova geração tecnológica traz''.
Mas mesmo sendo um grande sucesso, a turnê de despedida ''Wonderland tour', o grupo realizou seu último concerto na Cidade do México em 08 de dezembro de 2013 no Pepsi Center. E no dia 18 de dezembro de 2013, foi oficialmente anunciado o fim oficial do grupo, após o seu último concerto em 05 de janeiro de 2014 no Mega Feria Imperial de Acapulco em Acapulco, México. 

### 2013 — Presente
No ano de 2013, Eleazar entra para o elenco da telenovela escrita por Nicandro Díaz González chamada de Amores Verdaderos que foi uma adaptação da telenovela argentina Amor en custodia e seu personagem se chamava Roy Pavia Orol/Rolando. Já no ano de 2014, ele participa do programa de TV Bailando Por Un Sueño que foi um Reality show musical e no mesmo ano entra na telenovela Muchacha Italiana Viene a Casarse.

## Trabalhos televisão

### Telenovelas
- 2020 - La Mexicana y El Güero - Sebastián "Bastian" de la Mora
- 2016 - Simplemente María -  Juan Pablo Flores Ríos / Juan Pablo Rivapalacio Flores
- 2014 - Muchacha italiana viene a casarse - Benito
- 2012 - Amores Verdaderos - Roy Pavia Orol / Rolando
- 2012 - Miss XV - Alexis
- 2012 - El Correccional Magico - Issac
- 2010 - Cuando me enamoro - Aníbal Cuevas
- 2009 - Atrévete a soñar - Mateo Novoa
- 2008 - Las Tontas no van al cielo - Charlie Morales
- 2007 - Lola...Érase una vez! - Adriano
- 2005 - Rebelde - Francisco Leonardo Blanco
- 2004 - Inocente de ti - Victor
- 2002 - Así son ellas - Miguel / Raio
- 2002 - Classe 406 - Bryon Rios
- 1999 - Cuento de Navidad - Kevin
- 1998 - Mi pequeña traviesa - Arturo Calderón Corso
- 1996 - Azul - Lupito
- 1996 - Luz Clarita - El Chaclas
- 1995 - Al derecho y al derbez

### Série
- 2019 - Silvia, frente a ti - Emilio Azcárraga Milmo (jovem)
- 2003 - Mujer, casos dela vida real - (5 episódios)

### Filmes
- 2010 – Como Treinar o Seu Dragão - Soluço (Hipo na versão em espanhol) (dublagem latina)
- 2007 – A Experiência 4: O Despertar - Estudante #3 (figurante)
- 1993 – Ultima batalha - Marcio Villareal
- 1993 – Se equivoco la ciqueña - Julio Estevez